# Вукосављевиће
Вукосављевиће је насеље у општини Зубин Поток на Косову и Метохији. Атар насеља се налази на територији катастарске општине Бубе. Историјски и географски припада Ибарском Колашину. Насеље је на јужним обронцима Рогозне. Село лежи на пространој површи-висоравни изнад брда Моравца. Назив насеља је везан за име рода који је ту живео пре досељавања данашњег становништва. Најважнији остатак ранијег становништва је гробље и рушевина старе цркве на граници села Вукосављевиће и Бубе. Приликом обнављања старе цркве 1950. године многи надгробни споменици су повађени. После ослобађања од турске власти место је у саставу Рашког округа, у срезу дежевском, у општини рајетићској и 1912. године има 29 становника.

## Демографија
Насеље има српску етничку већину.
Број становника на пописима:
- попис становништва 1948. године: 91
- попис становништва 1953. године: 99
- попис становништва 1961. године: 117
- попис становништва 1971. године: 102
- попис становништва 1981. године: 53
- попис становништва 1991. године: 19